# Skerries
Skerries (Iers: Na Sceirí, betekenis: de rotsen) is een kustplaats in het Ierse graafschap Fingal. De plaats telde in 2016 10.043 inwoners en is een populair vakantieoord. Skerries ligt aan de spoorlijn Dublin - Belfast. Vanaf het station is het een goed half uur tot station Dublin-Connolly in het centrum van Dublin. De naam komt van het Noorse woord skere, dat is verbasterd naar het Ierse Na Sceirí dat de rotsen betekent. 

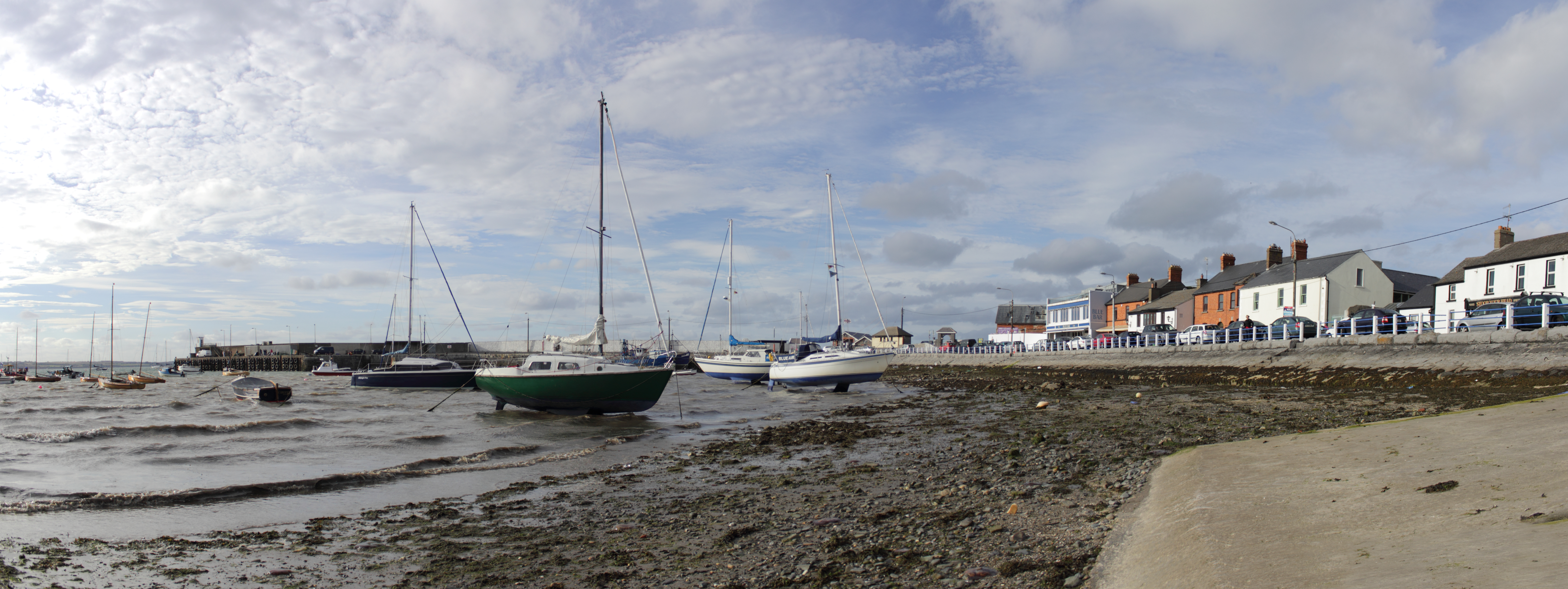
Haven van Skerries